# Biennio rosso in Europa

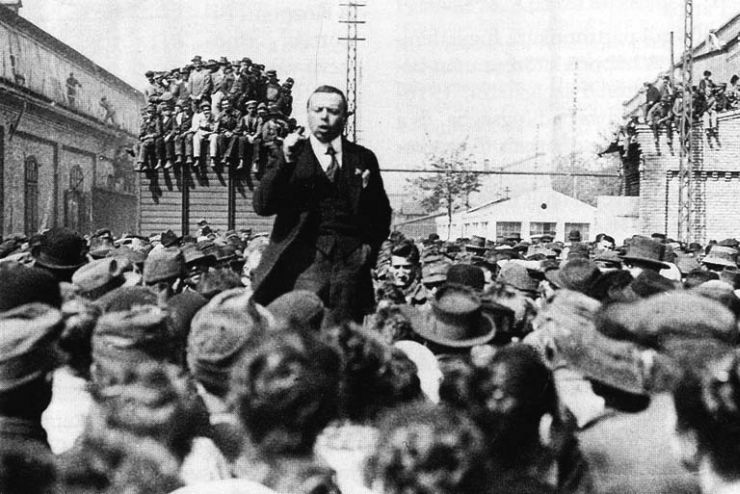
Béla Kun parla alla folla (Ungheria, 1919)

Il biennio rosso è la locuzione con cui alcuni storici indicano il periodo di agitazioni sociali avvenuto in alcuni paesi europei immediatamente dopo la fine della prima guerra mondiale (1919-1920).

## Antefatti e quadro generale
Gli esiti del conflitto condussero al crollo delle monarchie nell'Impero tedesco, nell'Impero austro-ungarico, nell'Impero ottomano e nel Regno di Bulgaria. In questi paesi, e nel Regno d'Italia (che pure uscì vincitore dalla guerra), lo sforzo bellico acuì fortemente le tensioni sociali. Specialmente a partire dal 1917, sentimenti di stanchezza e di ostilità alla guerra, oltre a propositi di rivolta, crebbero nelle masse popolari.
Nelle industrie di armamenti di alcune delle nazioni coinvolte nel conflitto sorsero movimenti di base di lavoratori (movimento degli shop stewards in Gran Bretagna, movimento dei Betriebsobleute in Germania) che si opponevano alla guerra con posizioni politiche radicali. L'opposizione organizzata alla guerra crebbe anche fra i lavoratori e i marinai delle basi navali più importanti, come quella di Kiel. Secondo le parole di Eric J. Hobsbawm, "dal 1917 tutta l'Europa era diventata una polveriera sociale pronta a esplodere". Nel gennaio 1918 l'Europa centrale fu scossa da un'ondata di scioperi e di manifestazioni contro la guerra, che coinvolsero operai, contadini, marinai e soldati.
Questa irrequietezza sociale proseguì dopo la fine delle ostilità e fu alimentata dalla pesante crisi finanziaria che si abbatté sulle nazioni europee che avevano partecipato al conflitto, le quali furono colpite da una forte inflazione e dovettero affrontare i problemi derivanti dalla ricostruzione, dall'aumento del debito pubblico e dalla difficoltà della riconversione da un'economia di guerra all'economia di pace. Mentre la crisi economica pesava sulle masse popolari, determinati settori dell'imprenditoria europea si erano invece favolosamente arricchiti grazie ai sovrapprofitti di guerra. Giocava inoltre un ruolo importante l'esempio della rivoluzione d'ottobre, che aveva condotto al rovesciamento del capitalismo nella neonata Repubblica Russa e all'instaurazione del primo Stato socialista: si diffuse nelle masse, specialmente in Italia, l'aspirazione a "fare come in Russia" .
Tra il 1919 e il 1920, l'Europa fu toccata da ondate di scioperi ed agitazioni di operai che rivendicavano l'aumento salariale e la giornata lavorativa di otto ore. Le lotte non si limitarono solo a rivendicazioni sindacali: in molti casi il potere nelle fabbriche venne sovvertito da consigli operai, nati spontaneamente sul modello dei soviet russi. Le lotte operaie ebbero diversi sviluppi in ogni stato europeo.

### Il secondo congresso dell'Internazionale Comunista
Nel luglio-agosto 1920, a Mosca, il II congresso dell'Internazionale comunista elaborò un documento che stabilì in 21 punti le condizioni per aderire all'Internazionale stessa: i partiti aderenti dovevano obbligarsi a modellare la propria struttura su quella del Partito comunista russo, a seguire le direttive tattiche stabilite dal Comintern e a scindersi dai socialisti riformisti. Lenin promosse la costituzione di partiti comunisti in tutto il mondo, che avrebbero dovuto prendere le distanze dai socialdemocratici e porre le basi per realizzare una rivoluzione di stampo sovietico.

### Repubblica austriaca
Nella Prima Repubblica austriaca il partito socialdemocratico fu il più votato alle elezioni per l'Assemblea costituente nel 1919, vedendo eletti 69 suoi deputati contro 63 cristiano-sociali e 26 nazionalisti. Benché fosse generalmente più di sinistra rispetto alla socialdemocrazia tedesca, anche quella austriaca intendeva mantenersi entro i limiti della democrazia parlamentare, e contribuì pertanto a far fallire l'insurrezione tentata a Vienna dai comunisti.

### Repubblica francese
Nella Terza Repubblica francese l'inflazione e la caduta dei salari reali produssero un'ondata di scioperi e di agitazioni che ebbe il suo punto più alto nel maggio 1920; tuttavia le elezioni politiche del novembre 1919 videro la vittoria dei partiti borghesi, che venne accentuata dalla legge elettorale maggioritaria. La maggioranza del Partito socialista aderì al Comintern, segnando così la nascita del Partito Comunista Francese.

### Repubblica di Weimar
Nell'Impero tedesco i Consigli degli operai e dei soldati erano stati protagonisti della rivoluzione che, il 9 novembre 1918, aveva condotto all'abdicazione dell'imperatore Guglielmo II e all'instaurazione della Repubblica di Weimar, con a capo del governo il socialdemocratico Ebert. Il primo congresso nazionale dei Consigli degli operai e dei soldati si riunì a Berlino fra il 16 e il 21 dicembre 1918: dei suoi 489 delegati, circa 300 appartenevano alla SPD e i rimanenti facevano parte dei vari gruppi della sinistra rivoluzionaria.
Dopo la proclamazione della repubblica, in Germania scoppiò subito il conflitto tra l’estrema sinistra (rappresentata dalla Lega di Spartaco di Rosa Luxemburg e Karl Liebknecht) e i gruppi oligarchici del vecchio regime. Ancora prima della fine della guerra, i consigli di operai avevano occupato fabbriche e sedi giornalistiche, prendendo decisioni nelle aziende e imponendosi sul potere politico.
In tutta la Germania, ma a Berlino in particolare, vi era stato un allarmante crescendo di tensioni e violenze dal novembre 1918: i conservatori volevano spostare l’asse del governo a destra, coinvolgendo la SPD; mentre l’estrema sinistra puntava alla rivoluzione. Tra il 6 dicembre (tentato “colpo di Stato” da parte di un gruppo di militari che volevano arrestare l’organo centrale dei consigli operai di Berlino e dichiarare presidente il socialdemocratico moderato Friedrich Ebert) e il 21 dicembre (quando un gruppo di marinai rivoluzionari sequestrò dei commissari governativi e venne attaccato dall’esercito) la situazione si fece sempre più tesa. I fatti confermavano all’estrema sinistra che la SPD era “prigioniera della controrivoluzione militare” e che il governo era estremamente debole.
Oltretutto, i socialdemocratici spinsero i commissari della USPD (Partito Socialdemocratico Indipendente di Germania) a dare le dimissioni dal governo, lasciando quest’ultimo esposto a sinistra alla critica degli spartachisti. Ciò fece precipitare gli eventi.
A inizio gennaio, la lotta si fece da politica a violenta: il 5 e 6 gennaio 1919 (in risposta al tentativo governativo di rimuovere il socialista indipendente Emil Eichhorn dalla carica di prefetto di polizia) si svolsero enormi manifestazioni popolari, in cui operai armati cominciarono a occupare le sedi dei giornali e presidiare gli edifici pubblici. La volontà di cogliere questa occasione storica unica spinse ristretti gruppi rivoluzionari (comandati da Eichhorn) e una minoranza dei “capitani rivoluzionari” (la direzione del comitato esecutivo dei consigli degli operai) alla lotta armata. A questi si unirono anche alcuni militanti della Lega di Spartaco (Partito comunista tedesco dal 30 dicembre 1918). Tuttavia l’impresa fallì.
Il governo all'inizio fu cauto, ma presto passò all’offensiva: voleva liberarsi dell’opposizione di sinistra. La repressione fu affidata al socialista maggioritario Gustav Noske, commissario alla guerra. Egli agì con estrema durezza, radunando un piccolo esercito di ventura (operai socialisti maggioritari, reparti del vecchio esercito, volontari controrivoluzionari), i “corpi franchi”, guidati da militari di estrema destra, che si distinsero per la propria brutalità.
A Berlino la battaglia fu violentissima e durò 6 giorni. Molti comunisti furono fucilati senza processo dopo la resa. R. Luxemburg e K. Liebknecht, arrestati, furono assassinati da ufficiali dei corpi franchi.
La controrivoluzione dilagò in tutto il Paese: le truppe di Noske soppressero rivolte e consigli operai ovunque. I morti di questa operazione, condotta come una campagna militare, furono migliaia. La repressione terminò con la distruzione della Repubblica dei consigli di Baviera (sorta dopo l’assassinio del socialista Kurt Eisner da parte di un estremista di destra e sostenuta dai socialisti maggioritari della regione).
La Germania resse alla rivoluzione per via della forza della classe dirigente, ma la repubblica democratica nasceva fragile: la destra era ancora forte e la repubblica stessa era poco legittima perché segnata dalla guerra civile nel proletariato.
La sinistra uscì indebolita anche alle elezioni: il 19 gennaio 1919 raggiunse quasi 14 milioni di voti (11,5 alla SPD e 2,3 all’USPD), ma non la maggioranza assoluta. I socialisti maggioritari videro inoltre un importante cambio nel proprio elettorato: si rafforzò nelle aree agricole (piccola proprietà contadina) e si indebolì nelle tradizionali roccaforti delle aree industriali. La socialdemocrazia aveva, dunque, ancora la maggioranza relativa, ma il suo prestigio e la sua egemonia sociale erano gravemente feriti; gli eccidi dei mesi successivi resero impossibile ricomporre l’unità del proletariato.
F. Ebert fu eletto presidente della repubblica dall’Assemblea nazionale, e il governo formato da SPD e Zentrum (cattolici) si formò. In generale la nuova politica fu moderata, lontana dai precedenti programmi di trasformazione sociale.

### Regno Unito
Nel Regno Unito le elezioni politiche del dicembre 1918 furono vinte dai conservatori. Il movimento degli shop stewards, nato durante la guerra nelle industrie belliche, non sopravvisse alla riconversione di queste ultime; da tale movimento nacque, nel luglio 1920, il Partito Comunista di Gran Bretagna. I lavoratori delle miniere, delle ferrovie e dei trasporti diedero vita, nel biennio, a notevoli lotte operaie che ebbero carattere prevalentemente sindacale più che politico; tuttavia, nell'estate del 1920, si ebbe un importante sciopero politico nel porto di Londra, dove gli scaricatori si rifiutarono di caricare sulle navi materiale militare che era destinato a combattere l'Armata Rossa. Inoltre i sindacati contribuirono, minacciando uno sciopero generale, a sventare i progetti governativi di una guerra contro la Russia.

### Repubblica Ungherese
Nella Repubblica Ungherese, il 21 marzo 1919, dopo due mesi di rivolte operaie, fu proclamata la Repubblica Ungherese dei Soviet, sotto la guida di Béla Kun. La repubblica resse pochi mesi; ad agosto essa fu abbattuta e in novembre l'ammiraglio Horthy instaurò la sua dittatura come reggente monarchico.

## Il dibattito politico e storiografico sul biennio rosso
Secondo i comunisti, nel biennio 1919-20 sarebbero esistiti, in molti paesi europei, tutti i presupposti per una rivoluzione proletaria vittoriosa, la quale non ebbe luogo solo a causa del tradimento o (soprattutto nel caso dell'Italia) dell'insipienza dei dirigenti socialisti e socialdemocratici. Tale fu all'epoca la posizione ufficiale del Comintern e tale è il giudizio di molti storici e intellettuali di orientamento marxista. Valga per tutti l'opinione di Trockij:
(Lev Trockij)
Altri autori sottolineano invece la capacità di tenuta dimostrata dai sistemi capitalistici nella crisi del 1919-20 e l'immaturità delle forze rivoluzionarie, le quali non seppero, per limiti propri oltre che per le circostanze meno propizie, ripetere l'exploit dei bolscevichi russi nel 1917. Sulla scorta di simili considerazioni, questi storici negano che, nel biennio rosso, vi siano state reali possibilità di una rivoluzione di tipo bolscevico in Europa occidentale. A tale conclusione giunse lo stesso Stalin nel 1939, secondo quanto riportato nel diario del segretario generale del Comintern, Georgi Dimitrov:
Questa parola d'ordine non era adatta ai paesi europei, in quanto lì gli operai avevano ottenuto dalla borghesia alcune riforme democratiche alle quali si erano aggrappati, non erano preparati per andare verso una guerra civile (una rivoluzione) contro la borghesia. (Sarebbe stato necessario un altro approccio nei confronti degli operai europei)»
Un'ulteriore linea interpretativa è costituita da quegli storici i quali intravedono, nel biennio 1919-20, la possibilità di una "terza via" fra conservazione del capitalismo e rivoluzione bolscevica. Questi autori sottolineano l'elemento di novità costituito dai Consigli e opinano che, sul fondamento di questa istituzione operaia, avrebbe potuto nascere e consolidarsi in Europa, in quegli anni, un nuovo tipo di democrazia diretta a base popolare. Secondo questi storici, l'opportunità non fu colta perché i socialdemocratici non vollero, e i comunisti non seppero, valorizzare appieno l'istituzione consiliare.